# Myslůvka

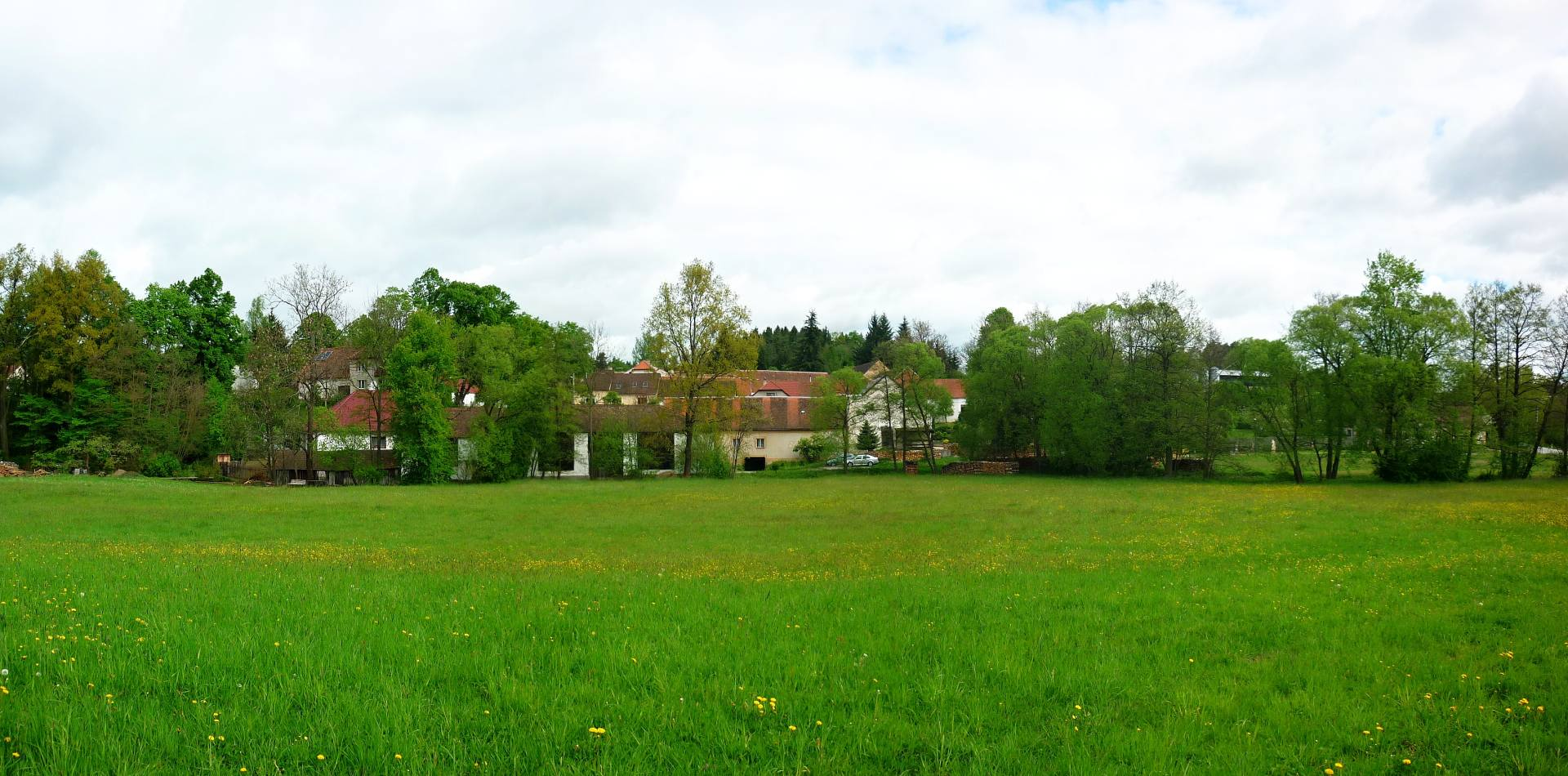
Ortsansicht

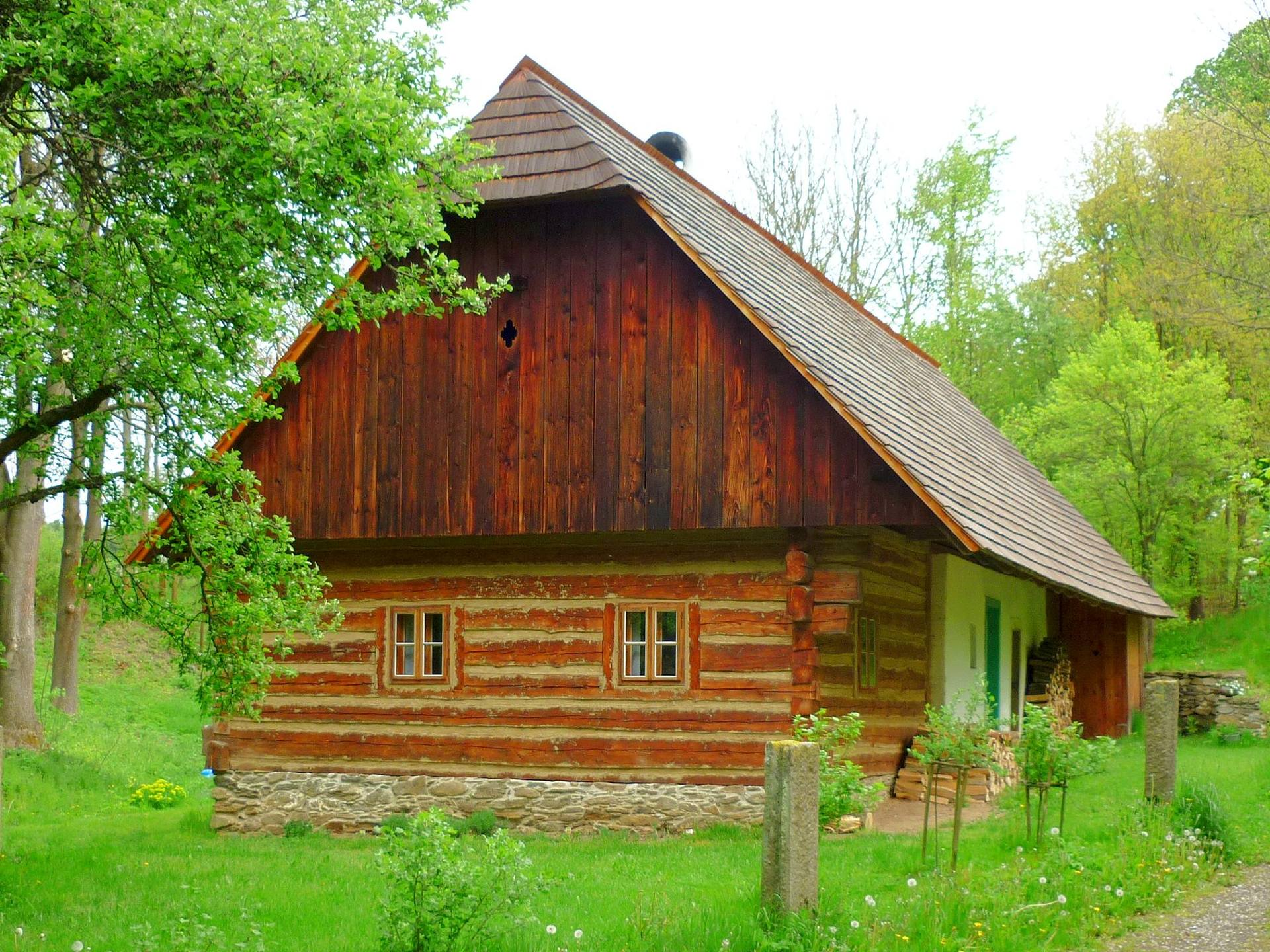
Chaluppe Nr. 7

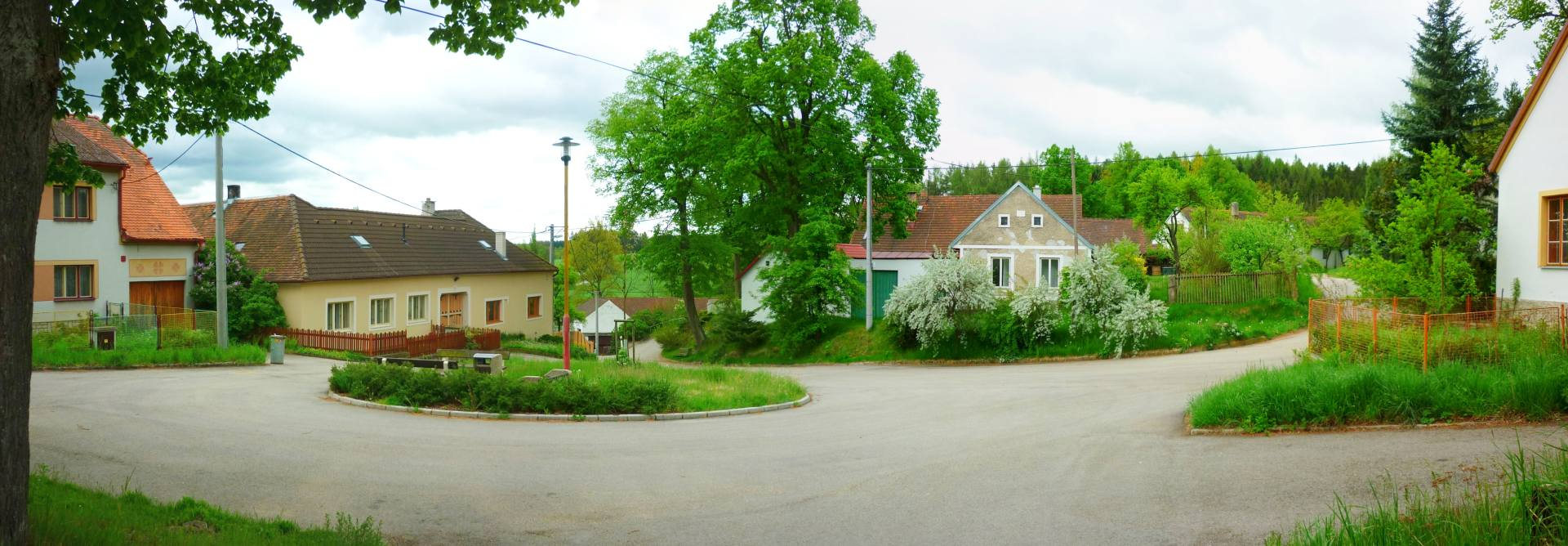
Panorama vom Dorfplatz

Myslůvka (deutsch Klein Mislau) ist ein Ortsteil der Gemeinde Černíč in Tschechien. Er liegt fünf Kilometer südlich des Stadtzentrums von Telč (Teltsch) und gehört zum Okres Jihlava.

## Geographie
Der Rundling Myslůvka befindet sich linksseitig des gleichnamigen Baches in der Dačická kotlina (Datschitzer Becken). Nördlich erheben sich der Jalovčí (538 m n.m.) und der Buzový (572 m n.m.), im Osten der Za Chalupovými (504 m n.m.) und der Na kopci (507 m n.m.), südlich die Kopaniny (516 m n.m.), im Südwesten der V Kopcích (530 m n.m.). Am östlichen Ortsrand verläuft die Staatsstraße II/406 zwischen Telč und Dačice. Knapp anderthalb Kilometer südlich liegt der Jüdische Friedhof Velký Pěčín. Der an der südwestlichen Gemarkungsgrenze gelegene Teich V Kopanínách ist mit seiner näheren Umgebung als Naturdenkmal geschützt.
Nachbarorte sind Staré Město im Norden, Městská Cihelna, Dyjice und Nový Dvůr im Nordosten, Radkov und Strachoňovice im Osten, Slaviboř und Černíč im Südosten, Velký Pěčín, Bedřichov und Kostelní Vydří im Süden, Prostřední Vydří und Zadní Vydří im Südwesten, Řečice und Mysletice im Westen sowie Kostelní Myslová und Horní Myslová im Nordwesten.

## Geschichte
Die erste schriftliche Erwähnung erfolgte 1351, als sich Thomas Vierdunk (Tomáš Věrduňk) – ein Vasall der Herren von Neuhaus, das Prädikat von Mislow (z Myslové) zulegte. Als Vierdunks Sitz wird eine Feste westlich des Dorfangers angenommen. 1385 wurde Misslowka im Zuge eines Vergleichs zwischen den Vettern Heinrich dem Jüngeren und Hermann von Neuhaus wegen der Güter Bielkau und Sternberg unter den Besitzungen der Burg Sternberg aufgeführt. Der Ortsname leitet sich vom Personennamen Mysl her. Heinrich von Neuhaus überschrieb 1392 das von seinem Bruder Heinrich dem Jüngeren geerbte Gut Sternberg im Austausch gegen eine Hälfte von Zlabings landtäflig dem Hermann von Neuhaus. Dieser trat die Güter Bělkow, Königseck, Tremles und Sternberg 1398 seiner Tochter Elisabeth und deren Ehemann Johann von Krawarn-Krumau erblich ab. Dabei wurde Misslowka jedoch nicht mehr bei den Sternberger Dörfern genannt, so dass anzunehmen ist, dass das Dorf zu dieser Zeit bereits der Herrschaft Teltsch inkorporiert worden war. Die Feste ist zu Beginn des 15. Jahrhunderts erloschen. Im Jahre 1415 wurde das Dorf als Wyerdunkowa Myslowka und ab 1580 als Malá Myslová bezeichnet. Nach dem Tod des letzten männlichen Nachkommen der Herren von Neuhaus, Joachim Ulrich von Neuhaus, erbte dessen Besitzungen 1604 seine Tochter Lucie Ottilie, die seit 1602 mit Wilhelm Slawata verheiratet war. Ab 1678 wurde die Ortsnamensform Klein Myslau verwendet. Nach dem Tod des letzten Grafen Slavata von Chlum und Koschumberg fiel das Dorf als Teil der Herrschaft Teltsch 1702 an Franz Anton von Liechtenstein-Kastelkorn, dessen gleichnamiger Enkel die Herrschaft 1754 an Alois Podstatský von Prusinowitz vererbte. Weitere Namensformen waren Klein Muslau (1718) und Klein Mislau (ab 1720). Im Jahre 1791 lebten in den 12 Häusern von Klein-Mislau 86 Personen. Zum Dorf gehörten 180 Joch wenig ertragreiches Ackerland sowie große Wiesenflächen und etwas Wald.
Im Jahre 1835 bestand das im Iglauer Kreis an der Datschitzer Straße gelegene Dorf Klein-Mislau bzw. Mjslowa mala aus 12 Häusern mit 70 mährischsprachigen und katholischen Einwohnern, die von der Landwirtschaft lebten. Die Wasserkraft des Mislauer Baches wurde zum Antrieb einer zweigängigen Mühle und einer Graupenstampfe genutzt. Pfarr- und Schulort war Kirchmislau.  Bis zur Mitte des 19. Jahrhunderts blieb das Dorf der Fideikommissherrschaft Teltsch untertänig, Besitzer waren die Grafen von Podstatzky-Liechtenstein.
Nach der Aufhebung der Patrimonialherrschaften bildete Malá Mjslowa / Klein Mislau ab 1849 eine Gemeinde im Gerichtsbezirk Teltsch. Ab 1869 gehörte Myslovka zum Bezirk Datschitz. Zu dieser Zeit hatte die Gemeinde 81 Einwohner und bestand aus 12 Häusern.  Zum Ende des 19. Jahrhunderts wurden alternativ die Ortsnamen Malá Myslová, Myslůvka, Myslovka und Klein Myslau verwendet. Im Jahre 1900 lebten in Malá Myslová 92 Personen, 1910 waren es 75. Nach dem Zusammenbruch der k.k. Monarchie wurde die Gemeinde 1918 Teil der neu gebildeten Tschechoslowakei. Beim Zensus von 1921 lebten in den 14 Häusern der Gemeinde Myslůvka / Klein Mislau 65 Tschechen.  1921 wurde Myslůvka zum amtlichen Ortsnamen gemacht. Im Jahre 1930 bestand die Gemeinde Myslůvka aus 14 Häusern und hatte wiederum 65 Einwohner. 1931 wurde das Dorf elektrifiziert. Zwischen 1939 und 1945 war die Gemeinde Teil des Protektorats Böhmen und Mähren. Nach dem Ende des Zweiten Weltkrieges wurde Myslůvka wieder Teil der Tschechoslowakei. Im Jahre 1950 lebten in den 14 Häusern von Myslůvka 51 Personen. 1960 erfolgte die Eingemeindung nach Černíč. Seit 1961 gehört Myslůvka zum Okres Jihlava. Im Jahre 1970 hatte Myslůvka 52 Einwohner. Im Jahre 1991 lebten in den 16 Wohnhäusern des Dorfes 41 Personen. Beim Zensus von 2011 bestand Myslůvka aus 18 Häusern und hatte 38 Einwohner.

## Gemeindegliederung
Der Ortsteil Myslůvka bildet einen Katastralbezirk.

## Sehenswürdigkeiten
- Burgstall Myslůvka, archäologischer Fundplatz
- Statuen der hll. Antonius von Padua und Johannes von Nepomuk, geschaffen in der ersten Hälfte des 18. Jahrhunderts, am südöstlichen Ortsausgang
- Zwei Glockenbäume auf dem Dorfplatz, der eine ist hölzern mit einer Glocke von 1726, der andere metallen
- Mehrere Flurkreuze
- Gezimmerte Chaluppe Nr. 7, Kulturdenkmal
- Chaluppe Nr. 8, Kulturdenkmal